# Trox eversmanni
Trox eversmanni is een keversoort uit de familie beenderknagers (Trogidae). De wetenschappelijke naam van de soort is voor het eerst geldig gepubliceerd in 1832 door Krynicky.